# Gasherbrum III
Gasherbrum III o también llamado Moravi III es una cima del macizo de Gasherbrum de la cordillera Baltoro Muztagh, una subcordillera del Karakórum en la frontera entre Pakistán y China, en la región de Gilgit-Baltistán. Se encuentra entre el Gasherbrum II y el IV.
El Gasherbrum III no alcanza la prominencia de 500 metros que habitualmente se utiliza como límite para considerar una montaña como independiente; por tanto puede considerarse como un subpico del Gasherbrum II.
Gasherbrum III fue por un tiempo una de las cimas más altas nunca ascendidas hasta su primera ascensión en 1975, realizada por Wanda Rutkiewicz, Alison Chadwick-Onyszkiewicz, Janusz Onyszkiewicz y Krystof Zdzitowiecki, miembros de una expedición polaca.